# تانغ دان
تانغ دان (بالصينية: 唐丹) هي لاعبة منافسة ‏ صينية، ولدت في 27 يناير 1990 في شاوهو في الصين.